# Рыжевич, Наталья Николаевна
Наталья Николаевна Рыжевич (род. 4 марта 1977) — белорусская футболистка и футбольный тренер.

## Биография
Первый тренер — Владимир Владимирович Самусевич. В 12 лет Наталья начала играть за команду «Минчанка». В 1992 году перешла в Бобруйск. В 1994 году стала капитаном команды «Трикотажница» (в 1997 году команда переименована в «Бобруйчанку»). Училась в академии физвоспитания. В 2003—2004 годах играла за ЖФК «Медик» (Польша). Забила гол в ворота «Подгоже» (Краков). В составе ЖФК «Медик» завоевала серебряную медаль чемпионата Польши. В 2013 году завершила игровую карьеру, работала тренером в ФК «Минск». Играла за команду по мини-футболу, состоящую из ветеранов женского футбола Белоруссии.

## Выступления за сборную
Забила первый гол в истории официальных игр сборной Белоруссии в 1996 году (в ворота сборной Польши). В 1998 году стала капитаном национальной сборной. По состоянию на 2000 год была самым продуктивным нападающим команды (125 голов), за что тренер Владимир Самусевич дал ей прозвище «Марадона». В 2004 году пропустила матч с женской сборной Казахстана из-за удаления в предыдущем.

## Статистика

### В сборной
| Матчи и голы Рыжевич за женскую сборную Белоруссии | Матчи и голы Рыжевич за женскую сборную Белоруссии | Матчи и голы Рыжевич за женскую сборную Белоруссии | Матчи и голы Рыжевич за женскую сборную Белоруссии | Матчи и голы Рыжевич за женскую сборную Белоруссии | Матчи и голы Рыжевич за женскую сборную Белоруссии | Матчи и голы Рыжевич за женскую сборную Белоруссии |
| -------------------------------------------------- | -------------------------------------------------- | -------------------------------------------------- | -------------------------------------------------- | -------------------------------------------------- | -------------------------------------------------- | -------------------------------------------------- |
| №                                                  | Дата                                               | Оппонент                                           | Счёт                                               | Голы                                               | Соревнование                                       |                                                    |
| 1                                                  | 18 мая 1996                                        | Польша                                             | 2-0                                                | 12′                                                | ЧЕ 1997 женщины. Квалификация                      |                                                    |
| 2                                                  | 29 июня 1996                                       | Чехия                                              | 2:5                                                | 12′                                                | ЧЕ 1997 женщины. Квалификация                      |                                                    |
| 3                                                  | 20 апреля 1997                                     | Россия                                             | 2:2                                                | Гол                                                | Товарищеский матч                                  |                                                    |
| 4                                                  | 10 сентября 1997                                   | Польша                                             | 0:1                                                |                                                    | ЧС 1999 женщины. Квалификация                      |                                                    |
| 5                                                  | 12 октября 1997                                    | Уэльс                                              | 4:1                                                |                                                    | ЧМ 1999 женщины. Квалификация                      |                                                    |
| 6                                                  | 20 августа 2001                                    | Босния и Герцеговина                               | 5:2                                                | 79′                                                | ЧМ 2003 женщины. Квалификация                      |                                                    |
| 7                                                  | 8 сентября 2001                                    | Словакия                                           | 3-2                                                | 80′                                                | ЧМ 2003 женщины. Квалификация                      |                                                    |
| 8                                                  | 28 сентября 2001                                   | Турция                                             | 4-0                                                | 43′                                                | ЧМ 2003 женщины. Квалификация                      |                                                    |
| 9                                                  | 17 мая 2003                                        | Эстония                                            | 5-0                                                | -                                                  | [ 7 ]                                              |                                                    |
| 10                                                 | 21 августа 2005                                    | Исландия                                           | 0-3                                                | -                                                  | ЧМ 2007 женщины. Квалификация                      |                                                    |
| 11                                                 | 23 сентября 2006                                   | Португалия                                         | 3-2                                                | -                                                  | ЧМ 2007 женщины. Квалификация                      |                                                    |
| 12                                                 | 8 мая 2008                                         | Англия                                             | 1-6                                                | 30′                                                | ЧЕ 2009 женщины. Основной. Группа 1                |                                                    |

Итого: 12 матчей / 7 голов; 7 побед, 1 ничья, 4 поражения.

## Достижения

### В клубах
Чемпионка России в составе:
- «Лада (Тольятти)» — 2004

Чемпионка Белоруссии в составе:
- «Университет (Витебск)» — 2006, 2007, 2008, 2009
- «Бобруйчанка» — 2010, 2011, 2012.
- «Минск» — 2013.

### Выступления в еврокубках
| Клуб                    | Игр | Забито мячей |
| ----------------------- | --- | ------------ |
| «Университет» (Витебск) | 17  | 4            |
| «Бобруйчанка»           | 14  | 4            |
| «Лада» (Тольятти)       | 6   | 2            |
| Итого                   | 37  | 10           |